# Witold Leder

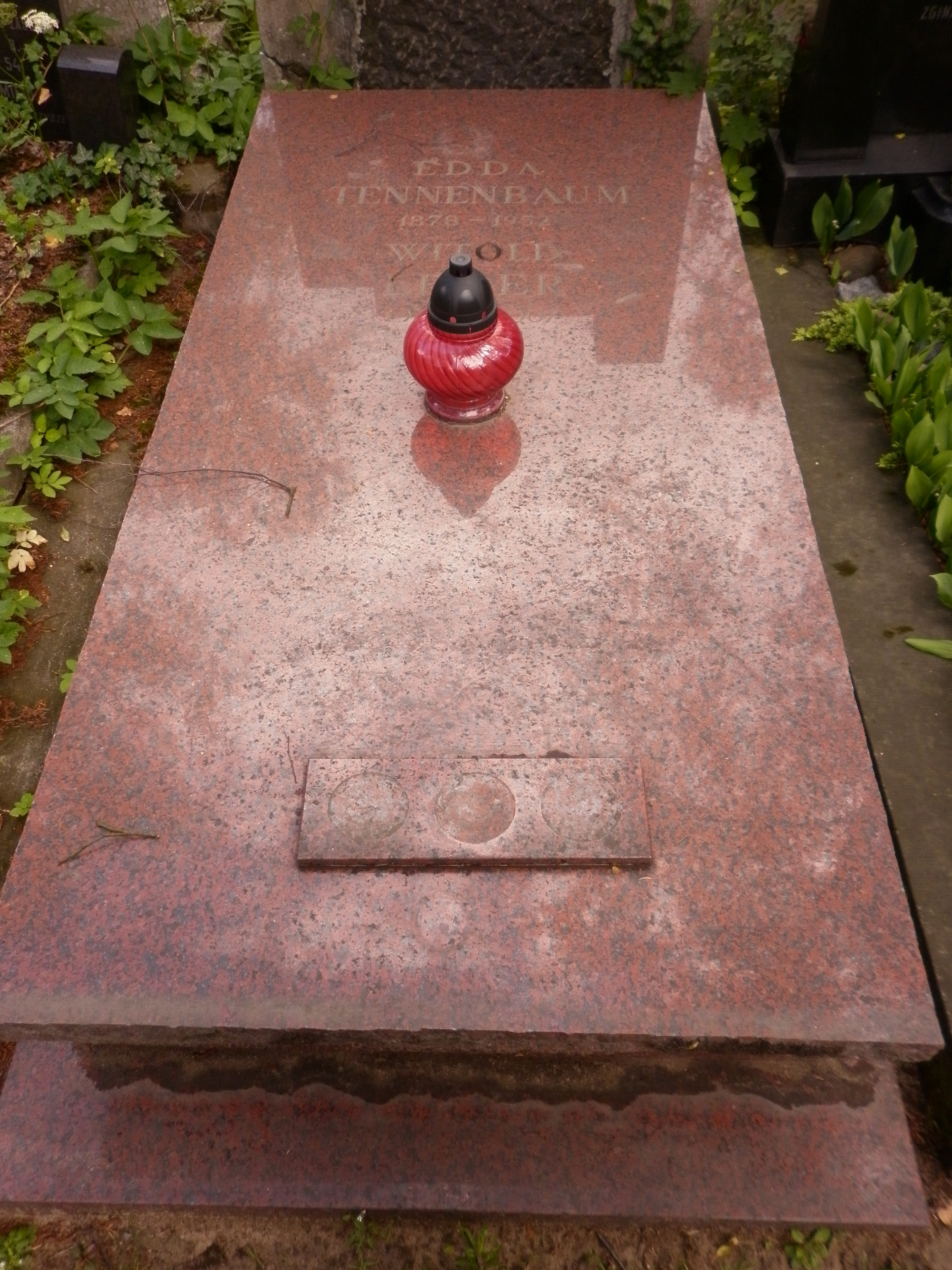
Grób Witolda Ledera

Witold Leder (ur. 8 grudnia 1913 w Paryżu, zm. 16 kwietnia 2007) – polski działacz ruchu robotniczego, pułkownik ludowego Wojska Polskiego, autor i tłumacz.

## Życiorys
Urodził się 8 grudnia 1913 w Paryżu w rodzinie Władysława (1880–1938) i Lili z Hirszfeldów (1885–1962). Jego bratem był psychiatra Stefan, zaś synem filozof Andrzej. Rodzice byli działaczami SDKPiL, przebywali na emigracji politycznej. W latach I wojny światowej przebywał w Genewie. W Polsce od 1919, następnie przebywał z ojcem, reprezentantem Czerwonych Związków Zawodowych i radzieckim dyplomatą w Niemczech, Włoszech, Francji, Anglii i ponownie w Niemczech. Tam też zdał egzamin maturalny. Studia techniczne rozpoczął we Francji, a po 1933, kiedy rodzina przeniosła się do ZSRR, kontynuował je i ukończył w Akademii Wojskowej w Moskwie. W 1938 po aresztowaniu ojca w ramach Wielkiej Czystki (wrzesień 1937) i jego śmierci (luty 1938) usunięty z Akademii i z Armii Czerwonej. Z matką i bratem deportowany do Czkałowa (Orenburga). Pracował tam dorywczo, zajmując się m.in. tłumaczeniami. Od 1943 żołnierz Polskich Sił Zbrojnych w ZSRR. Był oficerem w 1 i 2 pułku lotniczym. Członek PPR i następnie PZPR. Oficer wywiadu wojskowego Oddziału II Sztabu Generalnego WP, od marca 1946 zastępca szefa Oddziału II Sztabu Generalnego WP ds. operacyjnych. Prezydium Krajowej Rady Narodowej uchwałą z dnia 11 października 1946 nadało mu Krzyż Kawalerski Orderu Odrodzenia Polski. Aresztowany wraz z innymi pracownikami Oddziału II (Wacław Komar, Stanisław Flato, Stanisław Bielski) w ramach sprawy Tatara, Utnika i Nowickiego w marcu 1952, był przetrzymywany w śledztwie i torturowany. Zwolniony 6 grudnia 1954, rehabilitowany i ponownie przyjęty do Wojska. Po 1956 pracował jako wicedyrektor Instytutu Lotnictwa. Od 1958 aż do przejścia na emeryturę jako kierownik działu międzynarodowego miesięcznika KC PZPR „Nowe Drogi”. W okresie „Solidarności” (1980–1981) aktywnie uczestniczył w organizowaniu się rewizjonistycznych środowisk PZPR. Na emeryturze zajmował się tłumaczeniem literatury społeczno-politycznej, historycznej i ekonomicznej.
Pochowany na cmentarzu Wojskowym na Powązkach w Warszawie (kwatera A2-8-6). 

## Wybrane publikacje
- Gewaltverzicht? zur westdeutschen Aussenpolitik, Warszawa: Zach Agencja Prasowa 1965.
- FRG: mirnye zavereniâ i nemirnye plany, Varšava: Zapad. agentstvo pečati 1966.
- (przekład) Adam Schaff, Strukturalismus und Marxismus: essays, übers. von Witold Leder und Miroslaw Moczulski, Wien: Europaverl. 1974.
- (przekład) Adam Schaff, Perspektiven des modernen Sozialismus, aus dem Pol. übers. von Witold Leder, Wien – Zurich: Europaverlag 1988.
- (przekład) Adam Schaff, Oekumenischer Humanismus, aus dem Pol. von Witold Leder und Elżbieta Kaźmierczak, Salzburg: O. Müller 1992.
- (przekład), Gerhard Leibold, Hipnoza i autosugestia, z niem. przeł. Elżbieta Kaźmierczak, Witold Leder, Warszawa: „J&BF” 1997 (wyd. 2 – Warszawa: „Filar” 2000).
- (przekład) Adam Schaff, Mein Jahrhundert: Glaubensbekenntnisse eines Marxisten, aus dem Pol. übers. von Elzbieta Kazmierczak und Witold Leder, Berlin: Dietz 1997.
- (przekład) Martin Broszat, 200 lat niemieckiej polityki wobec Polski, przeł. Elżbieta Kazimierczak, Witold Leder, Warszawa: „Volumen” 1999.
- (przekład) Johannes Fried, Otton III i Bolesław Chrobry: miniatura dedykacyjna z Ewangeliarza z Akwizgranu, zjazd gnieźnieński a królestwa polskie i węgierskie: analiza ikonograficzna i wnioski historyczne, przekł. Elżbieta Kaźmierczak, Witold Leder, Warszawa: PW „Wiedza Powszechna” 2000.
- (współautor: Stefan Leder), Unbeirrbar Rot: Zeugen und Zeugnisse einer Familie, erzählt und ausgew. von Stefan und Witold Leder, hrsg. von Gerd Kaiser, Berlin: Edition Bodoni 2002.
- (przekład) Stefan Wolle, Wspaniały świat dyktatury: codzienność i władza w NRD 1971–1989, przekł. Elżbieta Kaźmierczak, Witold Leder, Warszawa: „Wiedza Powszechna” – NIH 2003.
- (przekład) Arno Lustiger, Czerwona Księga: Stalin i Żydzi: tragiczna historia Żydowskiego Komitetu Antyfaszystowskiego i radzieckich Żydów, przeł. Elżbieta Kaźmierczak i Witold Leder, Warszawa: „W.A.B.” 2004.
- (przekład) Społeczeństwa europejskie i Holocaust: poszerzona dokumentacja konferencji w Żydowskim Instytucie Historycznym w Warszawie 30 września 2004 r. z okazji 75. urodzin Feliksa Tycha, red. nauk. Jürgen Hensel, tł. Elżbieta Kaźmierczak, Witold Leder, Warszawa: Fundacja im. Friedricha Eberta. Przedstawicielstwo w Polsce 2004.
- (współautor: Stefan Leder), Czerwona nić: ze wspomnień i prac rodziny Lederów, Warszawa: Wydawnictwo Iskry 2005.